# John Moloney (homme politique)
Pour les articles homonymes, voir John Moloney.
John Anthony Moloney (né le 12 juin 1953) est un homme politique irlandais du Fianna Fáil. Il est Teachta Dála (TD) pour la circonscription Laois-Offaly de 1997 à 2011. Il est également ministre d'État de 2008 à 2011.

## Biographie
Contrôleur aérien, entrepreneur de pompes funèbres et patron de pub avant de se lancer en politique, il est un ancien membre du conseil du comté de Laois et du conseil municipal de Mountmellick. Moloney est élu pour la première fois au Dáil Éireann lors des élections générales de 1997 et conserve son siège aux élections générales de 2002 et 2007.
Le 13 mai 2008, peu après que Brian Cowen soit devenu Taoiseach, il est nommé ministre d'État au ministère de la Santé et de l'Enfance, avec une responsabilité particulière pour les questions de handicap et de santé mentale, et est également responsable des affaires d'égalité jusqu'en mars 2009.
Il perd son siège aux élections générales de 2011. Moloney sollicite l'investiture du Fianna Fáil pour se présenter dans la circonscription redessinée de Laois-Offaly pour les élections générales irlandaises de 2020, mais sans succès.